# Vincenzo Santini
Vincenzo Santini (Pietrasanta, 2 luglio 1807 – Pietrasanta, 1º agosto 1876) è stato uno scultore e saggista italiano.

## Biografia
Vincenzo Santini nasce a Pietrasanta nel 1807, secondogenito di Celestino, locandiere, e di Francesca Galleni, sorella di Lucia nonna di Giosuè Carducci. 
Iniziato l'apprendistato come scalpellino a Seravezza nel laboratorio dello scultore carrarese Domenico Perugi, nel 1824 si trasferisce a Roma ed entra in contatto con il conterraneo Pietro Tenerani (allievo di Canova e di Thorvaldsen) e ne frequenta lo studio.
Segue con successo i corsi di scultura dello stesso Tenerani all'Accademia di San Luca e nel 1828 è ammesso al corso di Archeologia dell’Università Pontificia. Lascia Roma nel 1831 per seguire corsi di scultura a Siena e a Firenze. 
Nel 1839 esegue per l'Opera del Duomo di Pietrasanta una scultura raffigurante la Vergine.
Nel 1841 riceve l'incarico per un monumento da erigere in Pietrasanta al Granduca Leopoldo II di Toscana che l'anno prima aveva concesso la Costituzione al Granducato. 

Il bozzetto riceve l'approvazione del Tenerani, ma l'anno successivo, durante la realizzazione del monumento nello studio romano dello stesso Tenerani, Santini si frattura la gamba sinistra cadendo dall'impalcatura. Subisce l'amputazione della gamba e deve farsi aiutare da Temistocle Guerrazzi per portare a compimento l'opera che viene comunque inaugurata nel 1849.
La menomazione gli impedisce ormai di operare pienamente come scultore e accetta l'incarico del Comune di Pietrasanta d'insegnare Elementi di Scultura nella scuola dei Padri Scolopi nel convento di Sant'Agostino dove, assieme al pittore Antonio Digerini, dà vita alla Scuola di Belle Arti.
Nel 1852 si dedica, con l'architetto Mariano Falcini, a lavori di abbellimento nel Duomo. 
Nel 1855, accanto all'attività di conduzione della Scuola, inizia a stendere la redazione dei primi volumi dei Commentarii storici sulla Versilia Centrale, editi tra il 1858 e il 1862 .
Nel 1861 viene nominato corrispondente della Reale Accademia Lucchese, nel 1862 è membro della Giunta Provinciale per la partecipazione all' Esposizione Universale di Londra e nel 1867 della Giunta locale artistica di Carrara per l'Esposizione Universale di Parigi.

Nel 1862 s'impegna per salvare dalla chiusura la Scuola di Belle Arti, già decisa dal Comune, dando inizio a quello sviluppo di Pietrasanta come centro di cultura e di creatività artistica che nel tempo le varrà l’appellativo di Piccola Atene.
Nominato professore onorario dell'Accademia di belle arti di Carrara e socio onorario dell’Accademia delle arti del disegno di Firenze, nel 1874 Vincenzo Santini si ritira dall'insegnamento per dedicare nei suoi ultimi anni alla ricerca storica ed archeologica, con particolare attenzione allo studio delle culture italiche preromane.
Nel 1873 il pittore A. Biagini lo ritrae insignito della croce di cavaliere dell'Ordine della Corona d'Italia.
Pietrasanta ha dedicato una mostra alla sua scultura e ai suoi studi nel Museo - Chiostro di Sant’Agostino nei mesi di luglio e agosto 2007.